# Javanoscia elongata
Javanoscia elongata är en kräftdjursart som beskrevs av Schultz 1985. Javanoscia elongata ingår i släktet Javanoscia och familjen Philosciidae. Inga underarter finns listade i Catalogue of Life.